# Johann Strauss den yngre

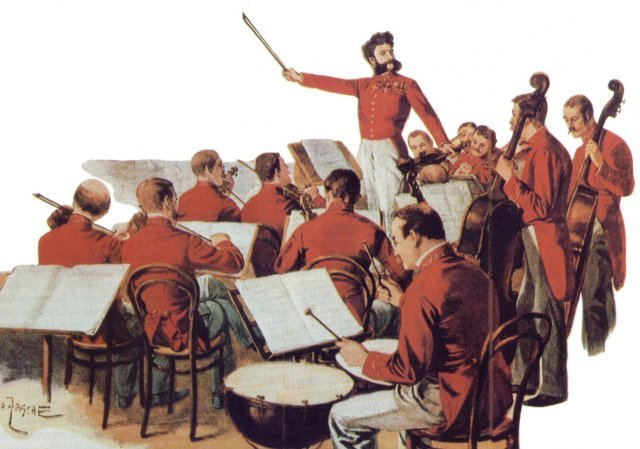
Johann Strauss d.y. Akvarell utförd av Theodor Zasche

Johann Strauss den yngre, egentligen Johann Baptist Strauss, född 25 oktober 1825 i Wien, död 3 juni 1899 i Wien, son till Johann Strauss den äldre och Anna Streim (1801-70), var en österrikisk tonsättare, dirigent och violinist, främst känd för sina wienervalser och operetter.
Johann Strauss hade två yngre bröder, Josef och Eduard Strauss, vilka också skrev dansmusik, men som aldrig blev lika berömda som sin äldre broder.

## Stavning av namnet
Fastän namnet Strauss oftast återfinns i uppslagsverk med "ß" (Strauß), skrev Strauss själv alltid sitt namn med ett långt "s" och ett runt "s" (Strauſs), vilket var en annan form av fraktur-ß som användes i antika manuskript. Hans familj kallade honom för "Schani" (från italienskans "Gianni", en diminutivform av "Giovanni", den italienska motsvarigheten till "Johann") eller "Jean" (från franskans form av samma namn).

## Biografi

### Barn- och ungdomsår
Strauss föddes den 25 oktober 1825 i St Ulrich nära Wien (idag en del av stadsdelen Neubau) som son till kompositören Johann Strauss den äldre. Hans farfar var en ungersk jude, ett faktum som nazisterna – de hyllade Strauss musik som "äkttysk" – senare försökte dölja.
Fadern ville att sonen skulle bli bankir hellre än musiker. Men i hemlighet studerade sonen Johann violin för försteviolinisten i faderns orkester, Franz Amon. När fadern upptäckte att sonen i hemlighet övade violin gav han honom stryk och sa att han skulle slå musiken ut ur pojken. Det var nog inte frågan om rivalitet utan snarare om att fadern ville bespara sonen en musikers mödosamma liv. Det var först när fadern övergav familjen för en älskarinna, Emilie Trampusch, som sonen var förmögen att helt och fullt koncentrera sig på en karriär som kompositör, med moderns helhjärtade stöd.
Strauss studerade kontrapunkt och harmonilära för teoretikern Joachim Hoffmann, som drev en privat musikskola. Hans talang var också erkänd av kompositören Joseph Drechsler, som lärde honom övningar i harmoni. Det var under den tiden som Strauss komponerade sitt enda sakrala arbete, Graduale 'Tu qui regis totum orbem' (1844). Hans andra violinlärare, Anton Kollmann, som var balettrepetitör i Wiener Hofoper, gav honom utmärkta betyg. Beväpnad med dessa, närmade han sig de wienska myndigheterna att ansöka om en licens för att dirigera. Han bildade ett eget underhållnings- och danskapell och begav sig efter två år på utlandsturné till Ungern och Rumänien.

### Debuten som kompositör
Johann Strauss inflytande över de lokala nöjesetablissemangen innebar att många av dem tvekade att engagera honom av rädsla för att stöta sig med fader Strauss. Strauss lyckades övertala Ferdinand Dommayer, som innehade danssalongen Café Dommayer i förorten Hietzing, att engagera honom. I sin ilska över sonens olydnad och över Dommayers svek vägrade han att någonsin mer uppträda på Café Dommayer, vilket dittills hade varit platsen för många av hans tidiga triumfer.
Den 15 oktober 1844 gjorde Johann Strauss sin debut på Café Dommayer där han framförde några av sina första verk såsom valserna "Sinngedichte", op. 1 och "Gunstwerber", op. 4 och polkan "Herzenslust", op. 3. Kritikerna och pressen var eniga i sina lovord för Strauss musik. En kritiker i Der Wanderer kommenterade att "Strauss namn kommer för evigt leva vidare med sonen; generationer av barn kan se framtiden an med tillförsikt, och tretakten har fått en stark förkämpe i honom".
Trots den goda kritiken fann Strauss de tidiga åren som kompositör svår, men han vann snart över publiken på sin sida efter att ha accepterat uppdrag att spela utanför stadens gränser. Den första stora utnämningen var hedersposten som "Kapellmästare för Wiens 2:a Medborgarregemente", vilken hade varit vakant sedan Joseph Lanners död två år tidigare.
Wien skakades hårt av revolutionen 1848 och den intensiva rivaliteten mellan far och son blev alltmer infekterad. Strauss den yngre bestämde att förena sig med revolutionärerna. Det var ett beslut med ödesdigra konsekvenser då kejsaren två gånger skulle komma att neka honom den åtråvärda positionen som 'Kejserlig och Kunglig Hovbalsmusikdirektör', en post som ursprungligen hade skapats speciellt för Strauss den äldre som ett erkännande för hans musikaliska åtaganden. Strauss den yngre arresterades dessutom av myndigheterna för att offentligt ha spelat "Marseljäsen", men frigavs senare. Strauss den äldre förblev lojal till monarkin och komponerade sin "Radetzkymarsch", op. 228 (tillägnad fältmarskalk Josef Wenzel Radetzky von Radetz), vilken skulle bli hans mest välbekanta komposition.
När Strauss den äldre dog av Scharlakansfeber i Wien 1849 slog Strauss den yngre samman sin och faderns orkester. Senare kom han att komponera ett antal patriotiska marscher tillägnade kejsar Frans Josef I av Österrike, såsom "Kaiser-Franz-Joseph-Marsch" op. 67 och "Kaiser-Franz-Joseph-I.-Rettungs-Jubel-Marsch" op. 126, förmodligen för att blidka kejsaren, som hade bestigit den österrikiska tronen efter 1848 års revolution.

### Början av karriären
Strauss den yngre kom så småningom att åtnjuta större berömmelse än fadern och blev en av tidens mest populära valskompositörer och turnerade med sin orkester Capelle Strauss i Österrike, Polen och Tyskland. På grund av konstanta mentala och fysiska åtaganden fick han 1853 ett nervöst sammanbrott. Han tog ledigt sju veckor och for till landet för att vila upp sig på läkarnas inrådan. Johanns yngre broder Josef övertalades av familjen att överge sin egen karriär som ingenjör och ta över ledningen för Johanns orkester under tiden.
1855 skrev Strauss kontrakt med det ryska "Tsarskoje Selo Järnvägsbolag" om att dirigera konserter i Vauxhall Pavilion i Pavlosk utanför Sankt Petersburg 1856. Han skulle återvända till Ryssland varje år fram till 1865.
1863 anslöt sig den 27-årige Eduard Strauss officiellt till Straussorkestern som dirigent, och tillsammans med brodern Josef skulle de leda den fram till 1870.
1863 blev han äntligen utnämnd till "Hovbalsmusikdirektör,.

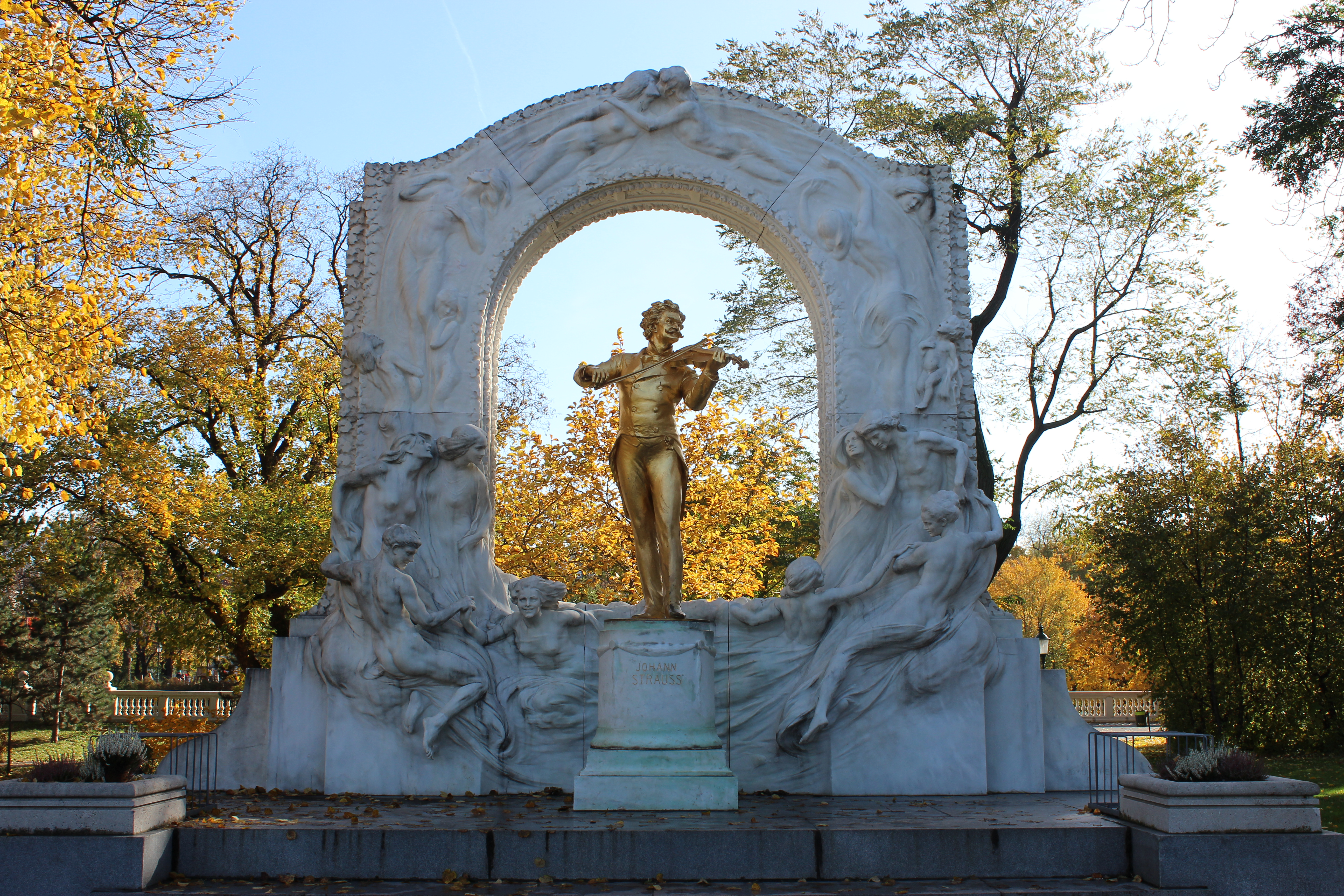
Staty av valskungen i Wiener Stadtpark

På 1870-talet turnerade Strauss och orkestern i USA, där han hade inbjudits av orkesterledaren Patrick Gilmore att spela i Boston. Vid en "Monsterkonsert" dirigerade han över 1000 musiker i framförandet av bland annat "An der schönen blauen Donau". På den tiden var det vanligt att folk efterfrågade personliga minnen från berömdheter i form av hårlockar. Under Strauss resa till USA brukade hans betjänt klippa Strauss svarta Newfoundlandshund och erbjuda "äkta Strausshår" till kvinnliga beundrare. Men på grund av den stora efterfrågan fanns det en rädsla för att hunden skulle bli helt renrakad.

### Giftermål
1862 gifte sig Strauss med sångerskan Henrietta Treffz och de förblev gifta till hennes död 1878. Sex veckor efteråt gifte han om sig med skådespelerskan Angelika Dittrich. Hon var ingen glödande anhängare av hans musik och deras många olikheter, särskilt hennes otrohet, ledde fram till en brytning 1882. Men den katolska kyrkan kunde inte godkänna en skilsmässa så länge den tidigare hustrun var i livet. Strauss konverterade då till protestantismen och bytte nationalitet genom att i januari 1887 bli medborgare i Sachsen-Coburg-Gotha. Strauss fann lyckan med sin tredje hustru Adele Strauss (född Deutsch men senare gift med Anton Strauss - inte släkt med valskungen Strauss), som han gifte sig med i augusti 1887. Hon uppmuntrade hans kreativa talang som blomstrade upp på ålderns höst och som resulterade i operetterna "Zigenarbaronen" och "Waldmeister", samt valserna "Kaiser-Walzer" op. 437, "Kaiser-Jubiläum-Jubelwalzer" op. 434, and "Klug Gretelein" op. 462.

### Musikaliska rivaler och beundrare

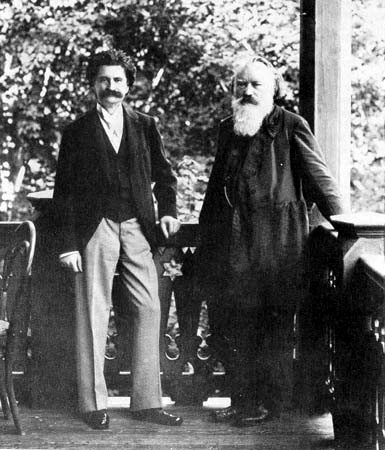
Strauss och Johannes Brahms fotograferade i Bad Ischl

Trots att Strauss var den mest eftertraktade kompositören av dansmusik under senare delen av 1800-talet hade han hård konkurrens av Carl Michael Ziehrer och Émile Waldteufel; den senare innehade en betydande ställning i Paris. Philipp Fahrbach var den som såg till att Strauss nekades posten som "Hovbalsmusikdirektör" och den tyske tonsättaren Jacques Offenbach, som gjorde karriär i Paris, ansågs också som en utmanare till Strauss när det gällde att komponera operetter.
Men Strauss var även beundrad av andra prominenta kompositörer: Richard Wagner medgav en gång att han gillade valsen "Wein, Weib und Gesang" op. 333. Richard Strauss (inte släkt med familjen Strauss) sade om Johann Strauss, när han komponerade valserna i sin opera Rosenkavaljeren, "Hur skulle jag kunna bortse från det skrattande geniet i Wien?"
Johannes Brahms var en av Strauss bästa vänner och Strauss tillägnade Brahms valsen "Seid umschlungen Millionen", op. 443. En välbekant anekdot om de båda männen berättar att Strauss fru Adèle bad Brahms att signera hennes solfjäder. Det var vanligt att kompositören skrev ned ett par takter av sin välkända musik och sin signatur. Men Brahms skrev ned inledningen till Strauss vals An der schönen blauen Donau varpå han nedanför skrev: "Tyvärr INTE av Johannes Brahms."

### Scenverk och sista tid
Strauss mest kända operetter är Läderlappen, En natt i Venedig och Zigenarbaronen. Det finns många separata dansstycken som Strauss åstadkom utifrån teman i operetterna och som har överlevt och blivit välkända, såsom "Cagliostro-Walzer" op. 370 (from Cagliostro in Wien), valsen "O schöner Mai!" op. 375 (från Prinz Methusalem), valsen "Rosen aus dem Süden" op. 388 (från Das Spitzentuch der Königin), och "Kuß-Walzer" op. 400 (från Det lustiga kriget). Strauss komponerade också en opera, Ritter Pásmán, och var mitt uppe i komponerandet av en balett, Aschenbrödel, när han avled 1899.

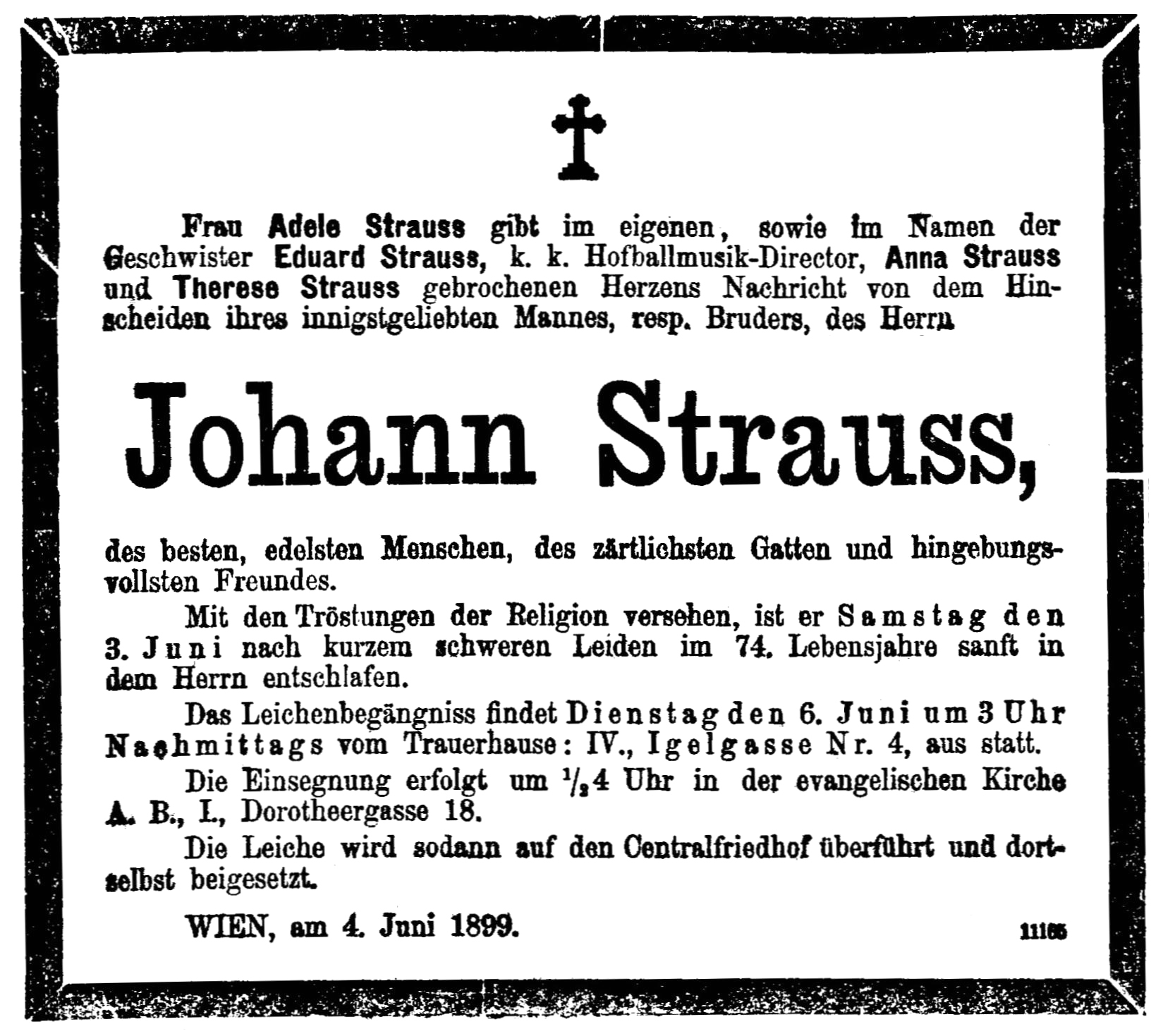
Dödsannonsen i Neue Freie Presse den 6 juni 1899.

Strauss dog i lunginflammation den 3 juni 1899 vid 73 års ålder och begravdes på Zentralfriedhof.

## Eftermäle
Tack vare dirigenten Clemens Krauss, som framförde ett speciellt Straussprogram 1929 med Wienerfilharmonikerna, spelas nu Strauss musik årligen vid Nyårskonserten i Wien. Välkända Strausstolkare har varit Willi Boskovsky, som förde vidare traditionen att som "Vorgeiger" leda orkestern med violinen hand (vilket man hade gjort inom familjen Strauss), liksom Herbert von Karajan, Carlos Kleiber, Lorin Maazel, Zubin Mehta och Riccardo Muti. I anslutning till detta bildades 1966 Wiener Johann Strauss Orchester och dess förste dirigent var ingen mindre än Eduard Strauss II, sonson till Johann Strauss den yngres broder Eduard. Orkestern reser över hela världen och spelar familjen Strauss musik på samma sätt som en gång Johann Strauss och hand bröder gjorde. 1987 skapade även den holländske violinisten och dirigenten André Rieu en Johann Strauss Orchestra. Stockholms Strauss-Orkester, med exakt samma orkesterbesättning som "Die Capelle Strauss", bildades 1992.
Den 13 februari 1901 avvecklade Eduard Strauss överraskande Capelle Strauss efter att ha givit konserter i 840 städer jorden runt, och han pantsatte instrumenten. Orkesterns sista violin förstördes i en brand under andra världskriget.
Eduard Strauss förstörde det mesta av originalnoterna genom att bränna upp noterna 1907. Eduard, då den ende överlevande brodern av de tre, genomförde detta drastiska steg med anledning av en pakt de tre bröderna hade ingått där den siste överlevande skulle förstöra deras verk. Alla kända verk var utgivna i tryck, vilket däremot inte var fallet för de hundratals orkesterarrangemangen av andra tonsättares verk, som främst Josef och Eduard hade gjort under åren. Sannolikt  var också den tragiska notbränningen en åtgärd för att förhindra Eduards son Johann att använda materialet. Eduard ansåg inte, att sonen var en värdig efterföljare.
Två museer i Wien är tillägnade Johann Strauss den yngre. Hans residens på Praterstrasse, där han levde på 1860-talet, är nu en del av Wiens museum. Museum der Johann Strauss Dynastie visar upp hela familjen Strauss med fokus på Johann Strauss den yngre.
Asteroiden 4559 Strauss är uppkallad efter honom.

## Verk
Strauss den yngres produktion omfattar 479 opusbetecknade verk och ett tjugotal utan opustal. Därtill några verk i samarbete med andra kompositörer.

### Komiska operor
- 1892 - Ritter Pásmán
  - Balettmusik
  - Pásmán-Walzer, Vals
  - Eva-Walzer, Vals
  - Pásmán-Polka, Polka
  - Pásmán-Quadrille, Kadrilj

### Balett
- 1901 - Aschenbrödel (Askungen)
  - Aschenbrödel-Walzer
  - Aschenbrödel-Quadrille
  - Förspel till akt III
  - Probirmamsell
  - Liebesbotschaft-Galopp
  - Tauben-Walzer
  - Promenade-Abenteuer
  - Piccolo-Marsch

### Operetter
- 1871 – Indigo und die 40 Räuber, bearbetad 1906 med titeln Tausend und eine Nacht
  - Ouvertyr
  - Intermezzo
  - Ballettmusik aus "Indigo und die 40 Räuber"
- 1873 – Der Karneval in Rom
  - Ouvertyr
  - Balettmusik
- 1874 – Die Fledermaus (Läderlappen (Stockholm 1875)
  - Ouvertyr
  - Balettmusik
  - Csárdás
  - Neuer Csárdás
- 1875 – Cagliostro in Wien
  - Ouvertyr
- 1877 – Prinz Methusalem (Stockholm 1879)
  - Ouvertyr
- 1878 – Blindekuh
  - Ouvertyr
- 1880 – Das Spitzentuch der Königin (Drottningens spetsnäsduk[34] (Stockholm 1881))
  - Ouvertyr
- 1881 – Der lustige Krieg (Det lustiga kriget (Stockholm 1882))
  - Ouvertyr
- 1883 – Eine Nacht in Venedig (En natt i Venedig (Stockholm 1915), nybearbetning av E. W. Korngold 1929.)
  - Ouvertyr
  - Processionsmarsch
  - Förspel till akt III
- 1885 – Der Zigeunerbaron (Zigenarbaronen (Stockholm 1886))
  - Ouvertyr
  - Intågsmarsch
- 1887 – Simplicius
  - Ouvertyr
- 1893 - Fürstin Ninetta
  - Mellanaktsmusik
- 1894 - Jabuka
  - Förspel till akt III
- 1895 - Waldmeister
  - Ouvertyr
- 1897 – Die Göttin der Vernunft
  - Ouvertyr
- 1898 – Wiener Blut (Stockholm 1902). Fullbordad av Adolf Müller.

### Urval av valser, polkor, marscher och kadriljer
För en fullständig förteckning, se:Verklista för Johann Strauss den yngre.
- 1852 – Annen-Polka, polka
- 1854 – Napoleon-Marsch, marsch
- 1858 – Tritsch-Tratsch-Polka, polka schnell
- 1860 – Accelerationen, vals
- 1861 – Perpetuum mobile, "Ett musikaliskt skämt"
- 1864 – Morgenblätter, vals
- 1867 – An der schönen blauen Donau, vals
- 1867 – Künstlerleben, vals
- 1867 – Leichtes Blut, polka
- 1868 – Unter Donner und Blitz, polka
- 1868 – Geschichten aus dem Wienerwald, vals
- 1869 – Pizzicato-Polka, polka
- 1869 – Wein, Weib und Gesang, vals
- 1871 – Tausend und eine Nacht, vals
- 1873 – Wiener Blut, vals
- 1874 – Wo die Zitronen blühen, vals
- 1875 – Auf der Jagd, polka
- 1880 – Rosen aus dem Süden, vals
- 1883 – Frühlingsstimmen, vals
- 1889 – Kaiser-Walzer, vals
- 1892 – Neue Pizzicato-Polka, polka